# Coleophora varensis
Coleophora varensis é uma espécie de mariposa do gênero Coleophora pertencente à família Coleophoridae.